# Lembe (rivière)
Pour les articles homonymes, voir Lembe.
La Lembe, aussi appelée Lembaz, est une rivière suisse d'une longueur de 13,36 kilomètres. Elle prend sa source près de Thierrens dans le canton de Vaud et se jette dans la Broye à Granges-près-Marnand dans le même canton après un passage dans le canton de Fribourg.

## Hydronymie
La Lembe tire son nom de l'arpitan vaudois Lamba, lui-même originaire du latin limbus ou lembus, signifiant lisière de bois ou de forêt.

## Géographie

### Cours
La source de la Lembe se trouve entre le Bois de la Rigne et le Bois de la Gouille près de Thierrens, dans le Gros-de-Vaud, à environ 762,8 mètres d'altitude entre les vallées de la Broye et de la Menthue. La Lembe coule vers le nord-est et passe près de Denezy puis entre dans le canton de Fribourg à Prévondavaux (enclave de Surpierre). Elle passe ensuite à Cheiry et à Coumin-dessous avant de tourner vers l'est et d'entrer à nouveau dans le canton de Vaud. À Granges-près-Marnand, la Lembe se jette dans la Broye à une altitude d'environ 465 mètres,. La rivière est endiguée sur ses 250 derniers mètres,. Selon le système d'information géographique sur les eaux en Suisse (GEWISS), la longueur totale de la Lembe est de 13,36 km.

## Faune
La truite Fario est présente dans la Lembe. En 2012, l'inspection de la pêche du canton de Vaud en relève la capture de 113 individus.